# Šventežeris
Šventežeris is een plaats in de gemeente Lazdijai in het Litouwse district Alytus. De plaats telt 274 inwoners (2001).